# Fred Onyancha
Fred Onyancha, född den 25 december 1969 i Nyamira, är en kenyansk före detta friidrottare som tävlade i medeldistanslöpning.
Onyancha deltog vid Olympiska sommarspelen 1996 där han gjorde sitt bästa lopp i karriären på 800 meter då han slutade trea på tiden 1.42,79. Han deltog även vid VM 1999 men blev då utslagen redan i försöken. 